# Serge Marguet
Serge Marguet est un ingénieur et physicien français.

## Formation et Parcours professionnel
Serge Marguet est ingénieur en mécanique des fluides de l'École nationale supérieure d'hydraulique et ingénieur en analyse numérique de l'École supérieure d'informatique et de mathématiques appliquées de Grenoble.
Il est expert en physique des réacteurs nucléaires de fission (domaine de la neutronique) et enseigne cette matière à l'École nationale supérieure d'ingénieurs de Bourges. Il est également expert européen dans le domaine des accidents graves de réacteurs nucléaires.

## Neutronique
Serge Marguet est l'auteur de l'ouvrage La Physique des réacteurs nucléaires. La 1ère édition, parue en 2011, a été préfacée par Laurent Stricker, alors président de WANO (Association mondiale des exploitants nucléaires). Cet ouvrage devenu un ouvrage de référence au sein de la communauté nucléaire française a fait l'objet d'une deuxième édition revue et augmentée en 2013.

## Accidents de réacteurs nucléaires
Serge Marguet a publié en 2012 Les Accidents de réacteurs nucléaires, ouvrage qui analyse les principaux accidents nucléaires survenus dans le monde.